# Högmössa

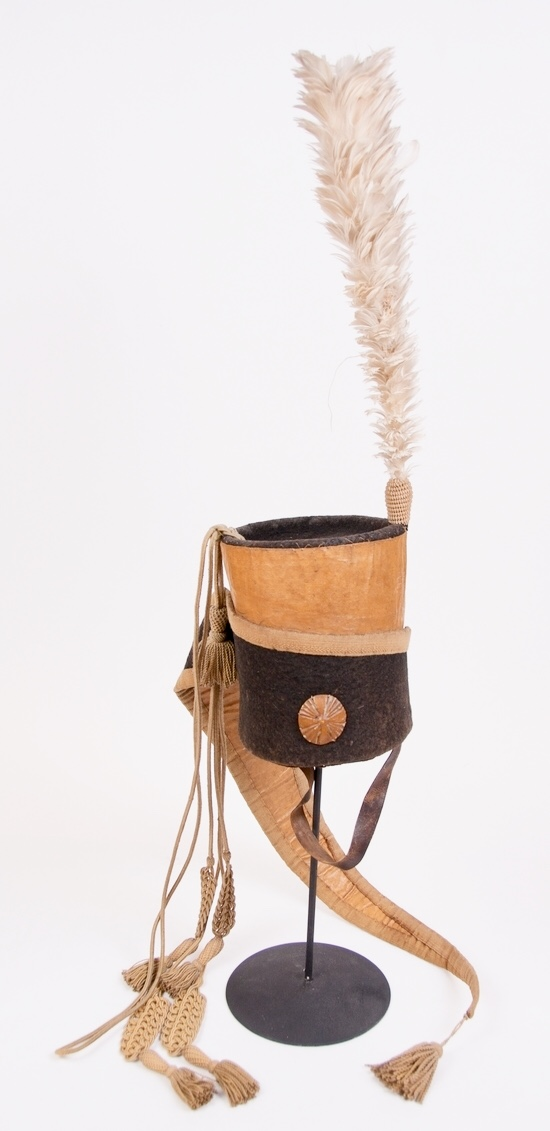
Högmössa med plym och kordong för meniga vid Smålands husarregemente, 1820-tal.

Högmössa, alternativt flygelmössa, (tyska: Flügelmütze) var en typ av cylinderformad huvudbonad i filt, dekorerad med en så kallad flygel (en långsmal tygflik). Högmössan användes främst av husarförband och var i bruk från 1700-talets första hälft till 1800-talets början.

### Webbkällor
- Hans Högman Militaria- Uniformer vid den svenska armén - 1800-tal